# Marie Allas
Marie Gracy Anaelia Allas (ur. 2005) – maurytyjska zapaśniczka walcząca w stylu wolnym. Brązowa medalistka igrzysk Wysp Oceanu Indyjskiego w 2023 roku.